# Giro di Danimarca 2008
Il Giro di Danimarca 2008, diciottesima edizione della corsa, si svolse dal 30 luglio al 3 agosto 2008 su un percorso di 890 km ripartiti in 6 tappe, con partenza da Holstebro e arrivo a Frederiksberg. Fu vinto dal danese Jakob Fuglsang del Team Designa Køkken davanti al britannico Stephen Cummings e all'olandese Tom Stamsnijder.

## Tappe
| Tappa  | Data      | Percorso                                    | km   | Vincitore di tappa  | Leader cl. generale |
| ------ | --------- | ------------------------------------------- | ---- | ------------------- | ------------------- |
| 1ª     | 30 luglio | Holstebro > Holstebro                       | 175  | Guillermo Bongiorno | Guillermo Bongiorno |
| 2ª     | 31 luglio | Skjern > Sønderborg                         | 220  | Matti Breschel      | Matti Breschel      |
| 3ª     | 1º agosto | Padborg > Vejle                             | 200  | Matti Breschel      | Matti Breschel      |
| 4ª     | 2 agosto  | Ringe > Odense                              | 115  | Guillermo Bongiorno | Matti Breschel      |
| 5ª     | 2 agosto  | Kerteminde > Kerteminde (cron. individuale) | 14,5 | Gustav Erik Larsson | Jakob Fuglsang      |
| 6ª     | 3 agosto  | Slagelse > Frederiksberg                    | 165  | Juan José Haedo     | Jakob Fuglsang      |
| Totale | Totale    | Totale                                      | 890  |                     |                     |

## Dettagli delle tappe

### 1ª tappa
- 30 luglio: Holstebro > Holstebro – 175 km

| Pos. | Corridore           | Squadra      | Tempo    |
| ---- | ------------------- | ------------ | -------- |
| 1    | Guillermo Bongiorno | CSF Group    | 4h07'39" |
| 2    | Markus Zberg        | Gerolsteiner | s.t.     |
| 3    | Sebastian Siedler   | Skil-Shimano | s.t.     |

| Pos. | Corridore           | Squadra        | Tempo    |
| ---- | ------------------- | -------------- | -------- |
| 1    | Guillermo Bongiorno | CSF Group      | 4h07'29" |
| 2    | Markus Zberg        | Gerolsteiner   | a 4"     |
| 3    | Martin Mortensen    | Designa Køkken | s.t.     |

### 2ª tappa
- 31 luglio: Skjern > Sønderborg – 220 km

| Pos. | Corridore        | Squadra       | Tempo    |
| ---- | ---------------- | ------------- | -------- |
| 1    | Matti Breschel   | CSC-Saxo Bank | 5h42'38" |
| 2    | Jurgen Roelandts | Silence-Lotto | s.t.     |
| 3    | Markus Zberg     | Gerolsteiner  | s.t.     |

| Pos. | Corridore        | Squadra       | Tempo    |
| ---- | ---------------- | ------------- | -------- |
| 1    | Matti Breschel   | CSC-Saxo Bank | 9h50'04" |
| 2    | Markus Zberg     | Gerolsteiner  | a 3"     |
| 3    | Jurgen Roelandts | Silence-Lotto | a 7"     |

### 3ª tappa
- 1º agosto: Padborg > Vejle – 200 km

| Pos. | Corridore       | Squadra        | Tempo    |
| ---- | --------------- | -------------- | -------- |
| 1    | Matti Breschel  | CSC-Saxo Bank  | 4h41'37" |
| 2    | Jakob Fuglsang  | Designa Køkken | a 2"     |
| 3    | Tom Stamsnijder | Gerolsteiner   | s.t.     |

| Pos. | Corridore       | Squadra        | Tempo     |
| ---- | --------------- | -------------- | --------- |
| 1    | Matti Breschel  | CSC-Saxo Bank  | 14h31'31" |
| 2    | Jakob Fuglsang  | Designa Køkken | a 19"     |
| 3    | Tom Stamsnijder | Gerolsteiner   | a 21"     |

### 4ª tappa
- 2 agosto: Ringe > Odense – 115 km

| Pos. | Corridore           | Squadra      | Tempo    |
| ---- | ------------------- | ------------ | -------- |
| 1    | Guillermo Bongiorno | CSF Group    | 2h26'38" |
| 2    | Kenny Dehaes        | Vlaanderen   | s.t.     |
| 3    | Oscar Gatto         | Gerolsteiner | s.t.     |

| Pos. | Corridore       | Squadra        | Tempo     |
| ---- | --------------- | -------------- | --------- |
| 1    | Matti Breschel  | CSC-Saxo Bank  | 16h58'09" |
| 2    | Jakob Fuglsang  | Designa Køkken | a 23"     |
| 3    | Tom Stamsnijder | Gerolsteiner   | a 25"     |

### 5ª tappa
- 2 agosto: Kerteminde > Kerteminde (cron. individuale) – 14,5 km

| Pos. | Corridore           | Squadra       | Tempo  |
| ---- | ------------------- | ------------- | ------ |
| 1    | Gustav Erik Larsson | CSC-Saxo Bank | 17'08" |
| 2    | Stephen Cummings    | Barloworld    | a 6"   |
| 3    | Michael Blaudzun    | CSC-Saxo Bank | a 9"   |

| Pos. | Corridore        | Squadra        | Tempo     |
| ---- | ---------------- | -------------- | --------- |
| 1    | Jakob Fuglsang   | Designa Køkken | 17h15'51" |
| 2    | Stephen Cummings | Barloworld     | a 9"      |
| 3    | Tom Stamsnijder  | Gerolsteiner   | a 15"     |

### 6ª tappa
- 3 agosto: Slagelse > Frederiksberg – 165 km

| Pos. | Corridore         | Squadra       | Tempo    |
| ---- | ----------------- | ------------- | -------- |
| 1    | Juan José Haedo   | CSC-Saxo Bank | 3h26'49" |
| 2    | Matti Breschel    | CSC-Saxo Bank | s.t.     |
| 3    | Sebastian Siedler | Skil-Shimano  | s.t.     |

| Pos. | Corridore        | Squadra        | Tempo     |
| ---- | ---------------- | -------------- | --------- |
| 1    | Jakob Fuglsang   | Designa Køkken | 20h42'40" |
| 2    | Stephen Cummings | Barloworld     | a 9"      |
| 3    | Tom Stamsnijder  | Gerolsteiner   | a 15"     |

## Classifiche finali

### Classifica generale
| Pos. | Corridore           | Squadra             | Tempo     |
| ---- | ------------------- | ------------------- | --------- |
| 1    | Jakob Fuglsang      | Team Designa Køkken | 20h42'40" |
| 2    | Stephen Cummings    | Barloworld          | a 9"      |
| 3    | Tom Stamsnijder     | Gerolsteiner        | a 15"     |
| 4    | Gustav Erik Larsson | Team CSC-Saxo Bank  | a 17"     |
| 5    | Matti Breschel      | Team CSC-Saxo Bank  | a 21"     |
| 6    | Frantisek Rabon     | Team Columbia       | a 28"     |
| 7    | Michael Blaudzun    | Team CSC-Saxo Bank  | a 34"     |
| 8    | Jason McCartney     | Team CSC-Saxo Bank  | a 44"     |
| 9    | Marco Pinotti       | Team Columbia       | s.t.      |
| 10   | Enrico Gasparotto   | Barloworld          | a 46"     |